# Forsbacka bruk

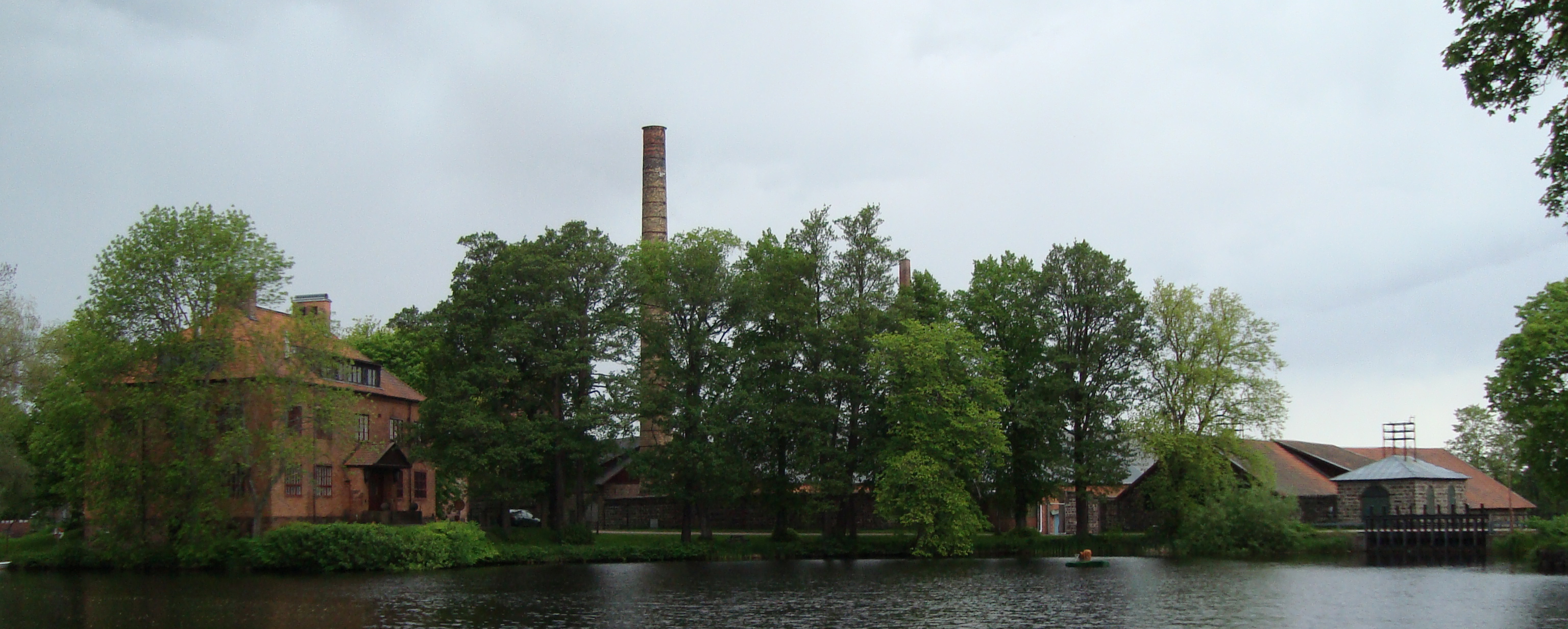
Forsbacka bruk vid Gavleån. Till vänster laboratoriebyggnaden "Labbis" (arkitekt: Otar Hökerberg) som är stiftelsens besökscentrum.

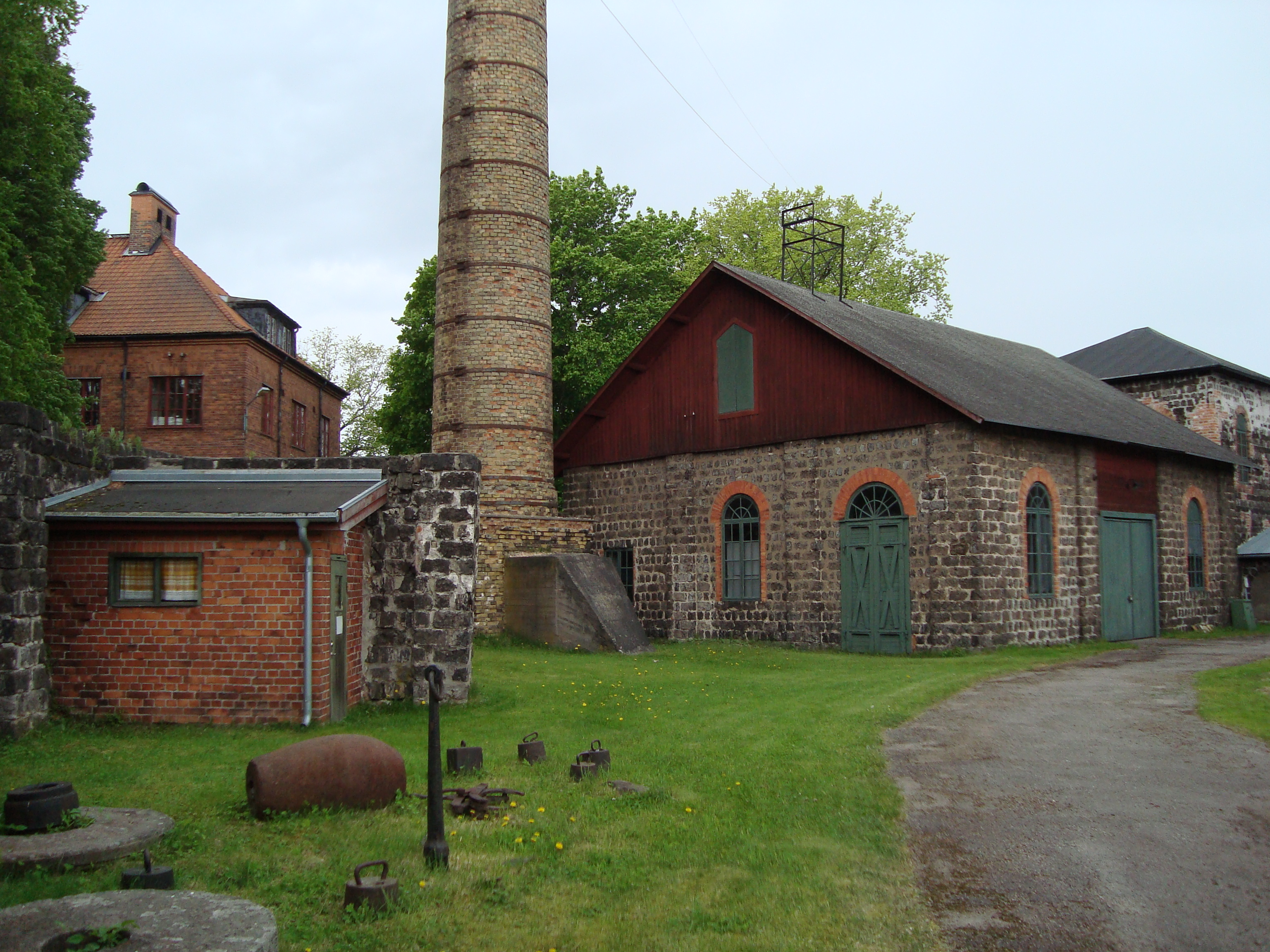
Innergård på bruket.

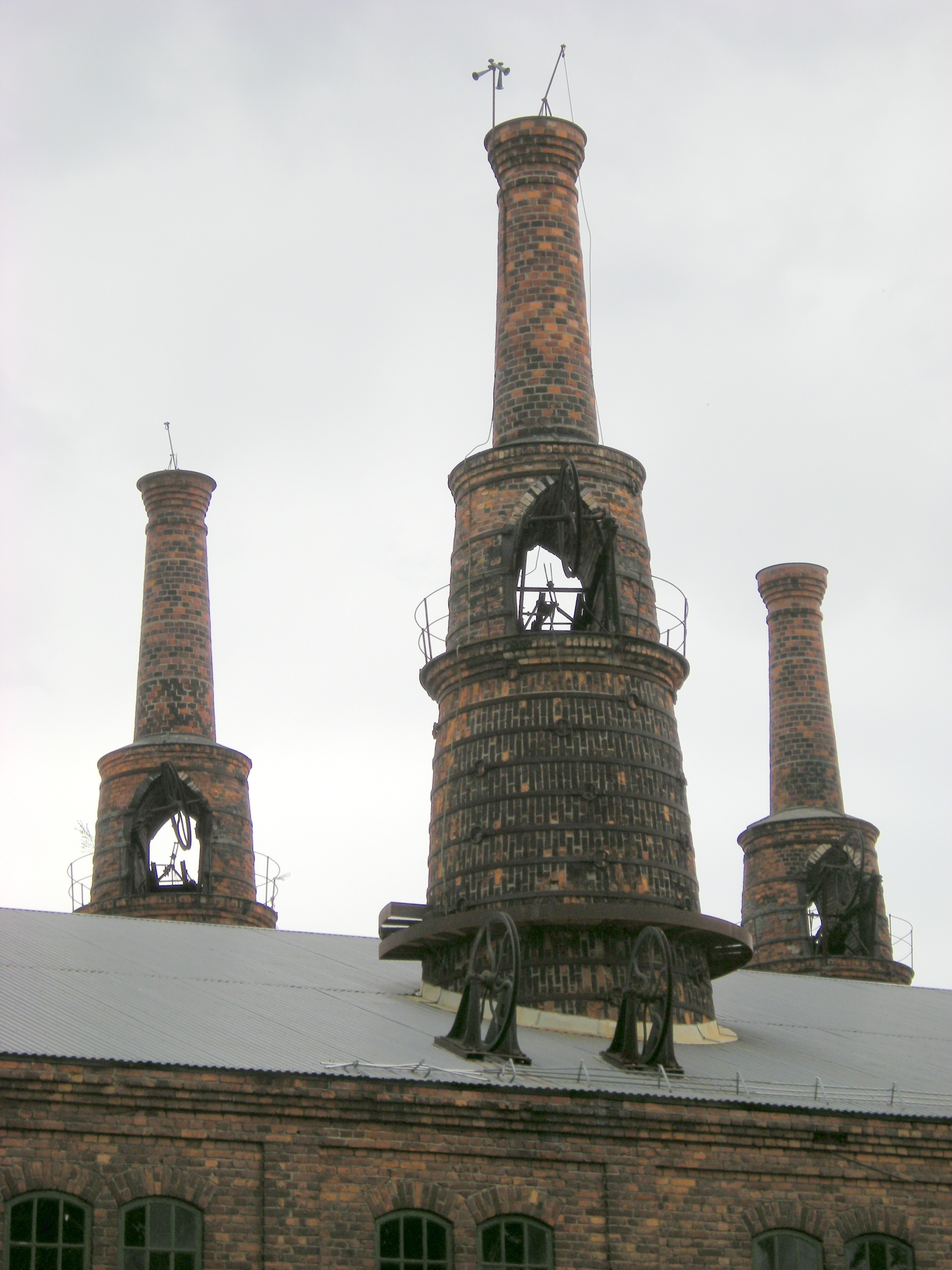
Skorstenar på rostugnshuset.

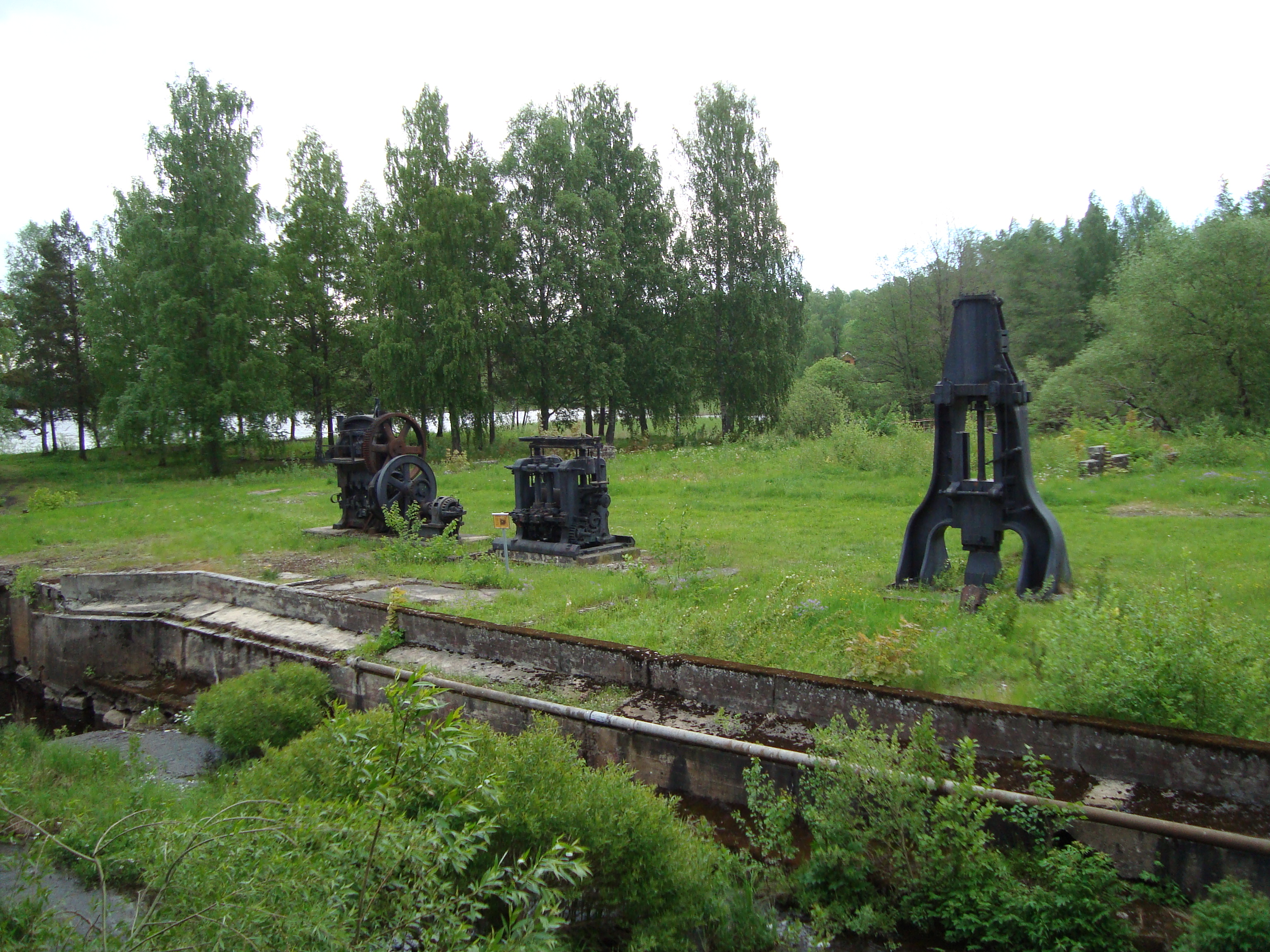
Smidespress, valsverk och hammare på Rörverksholmen. Del av strömfåran vid det äldre kraftverket "Lysmaskin".

Forsbacka bruk är ett gammalt järnbruk, beläget där orten Forsbacka nu ligger i Gävle kommun. En del av bruket är fortfarande industriområde och en annan del är sedan 1992 museum. Forsbacka herrgård och brukskontoret innehåller bostadsrättslägenheter. Från det äldre arbetarsamhället är ett mindre antal hus bevarade, främst efter huvudgatan Storgatan.
Ansatser till ett museum fanns tidigare, exempelvis öppnades den centralt och vackert belägna rörverksholmen för allmänheten när valsverket revs 1971.
När ägaren Kinnevik 
avvecklade produktionen på 1980-talet bestämdes att hela bruksmiljön skulle bevaras intakt som industriminne
och förvaltas av en stiftelse, Stiftelsen Forsbacka bruk. Den upprustning som till stor del sker med statliga projektbidrag i samarbete med Länsmuseet har belönats med byggnadsvårdspriset 
Europa Nostra år 1998.  På senare år (2018) har bland annat byggnadsminnet orangeriet och ett bevarat slaskhus, som erinrar om tider utan vatten- och avloppsledningar, underhållits. Stiftelsen har satsat på att förhöja besökarnas upplevelse av industrimiljön med årliga bild- och ljudkonstprojekt. En del av museet är också den dokumentation av de anställdas liv på orten som kunde göras tack vare ett rikt föreningsliv. Forsbacka bruk spelar en viktig roll i Länsmuseets besöksmålspresentation Järnriket Gästrikland.

## Det äldre bruket
En stångjärnshammare i Forsbacka ("Fårs backe hammeren") omtalas första gången år 1591. Den låg en kilometer öster om Storsjön på södra sidan om Gavleån och utnyttjades av ett köpmanshus i Gävle. Järnet kom från Torsåker och fraktades med båt över sjön från Ovansjö. På 1640-talet ville holländaren Henrik Marhein anlägga ett bruk här men blev inblandad i en strid om rättigheterna med borgmästaren i Söderhamn Johan Eskilsson och rådmannen i Gävle Peder Jacobsson Grubb, som fick konfirmation av sitt hammarköp och ensamrätt att uppföra ännu en hammare av Drottning Kristina den 22 november 1651. 
Drygt ett par decennier senare ingick Forsbacka och det andra Gavleåbruket Tolvfors utanför Gävle i bergmästaren Albrecht Behms omfattande bruksdomäner i Gästrikland. Behms dotterdotter Anna Catharina Schönström gifte sig sedermera med professor Olof Rudbeck d. y men han var redan änkling och omgift när det vid en uppgörelse inom det Behmska dödsboet 1727-31 bestämdes att de båda bruken skulle delas och Rudbecks familj "till undvikande av [...] trängsel" skulle flytta sitt hushåll från Tolvfors till Forsbacka. Huvudsakligen var han sysselsatt i Uppsala men fick hjälp med driften av bruket av en måg, kaptenen vid Upplands ståndsdragoner Paco Hårleman. Han anlade bland annat den första masugnen, som togs i bruk 1744. 
En sonson till denne arrenderade 1773 ut egendomen till lagmannen i Gävle Johan Magnus Nordin (1788 adlad af Nordin) som så småningom övertog bruket sedan Hårlemans fideikommissrätt blivit överflyttad till gården Asstorp i Norra Vånga i Västergötland. Nordin lät bygga om verkstäderna i sten och uppförde en påkostad herrgård, Forsbacka herrgård, 1777 (senast renoverad 1992). Till denna hörde stallar, orangeri och parkanläggning huvudsakligen i engelsk stil. Orangeriet fungerade efter en mindre ombyggnad som ortens kyrka mellan 1840 och 1965. Kungen utsåg den lojale och pålitlige gustavianen Nordin att som tillförordnad landshövding ansvara för förberedelserna till riksdagen i Gävle 1792.

## Forsbacka Jernverks AB och Fagerstaepoken
Släkten Nordin behöll egendomen till 1871. Från 1841 förvaltades bruket av industrimannen August Lundeberg vars son Christian och svågern Wilhelm Fogelmarck köpte bruket med hemman och skogar året efter bildandet av Forsbacka Jernverksaktiebolag 1870. Under den kommande tiden uppfördes nya masugnar och bessemerverk (1872), götvalsverk (1889), rörvalsverk (1894) och martinverk (1901). Christian Lundeberg gjorde också politisk karriär som konservativ ledamot av Första kammaren och var statsminister en kort tid i samband med unionsupplösningen 1905. För den fredliga lösningen av denna kris hyllades han allmänt, men i april året därpå kom han i stället under stark kritik för de uppmärksammade vräkningarna av 40 arbetarfamiljer under en arbetsmarknadskonflikt vid grannbruket Mackmyra Sulfit AB, där han var styrelseordförande. 
Kort efter denna händelse beslöt Lundeberg att lämna Forsbacka. Bolaget hamnade under en period i händerna på personer och företag med mer tillfälliga finansiella intressen i rörelsen. För framtiden fick det betydelse att de nya ägarna optimistiskt investerade i nya verkstäder, bostäder för arbetare och andra byggnader. Ett exempel är den ståtliga tjänstemannamässen från 1918-1919. Den är ritad av arkitekten Cyrillius Johansson och utsmyckad med ett kassettak utöver det vanliga i samtida lokaler. Idag drivs Forsbacka Wärdshus i byggnaden. 
Under Nordiska Kullager-Aktiebolagets tid åren 1916-1921 uppfördes också ett modernt bergstekniskt laboratorium, men företaget gjorde konkurs under den ekonomiska krisen efter första världskriget och Forsbacka måste träda i likvidation 1921. För att skydda namnet Forsbackas anseende döptes bolaget tillfälligt om till Margretehills Jernverks AB. Margretehill var bolagets lantgård. Företaget Nydqvist & Holms väldiga stålgjuteribyggnad för leverans av en jätteorder av lok till Ryssland från samma år togs aldrig i bruk för sitt ändamål men står fortfarande kvar. Nydqvist & Holm gjorde en viktig insats genom att förse verket med driftskapital så att det kunde hållas igång under likvidationstiden. 
Industrikrisen i början av 1920-talet drabbade i sin tur också bankerna. För att rädda banker som inte fick betalt för sina fordringar från konkurs inrättades med statligt stöd AB Kreditkassan av år 1922. Kassan blev i praktiken ägare till Margretehills Jernverk i likvidation 1925 när Nydqvist & Holms bank, Nordiska Handelsbanken, måste rekonstrueras. Likvidationen hade då redan pågått i fyra år. Samtidigt pågick en branschutredning om sammanslagningar inom stålindustrin. De båda av Kreditkassan ägda järnverken Forsbacka och Fagersta var närmast de två bruk utredningen ville slå ihop, men till skillnad från Forsbacka hade Fagersta en stor del av sina lån i Svenska Handelsbanken. 
Efter förhandlingar med Kreditkassan kom banken att rekonstruera detta bolag för sig och slå ihop det i en koncern med några andra bruk man ägde. Statens representant i Kreditkassan Eliel Löfgren tog då initiativ till en rekonstruktion av Forsbacka i kassans regi varefter bl. a. Fagerstas disponent Fornander verkade för att Svenska Handelsbanken åter skulle intressera sig för ett Forsbackaköp. Ett sådant kom till stånd 1929 och var en god affär för Fagersta, som förutom de besparingar man kunde göra genom att flytta produktion mellan bruken drog fördel av en post aktier i kraftbolaget Krångede och andra värdefulla tillgångar.
Inom koncernen skedde olika rationaliseringar. I Forsbacka tillverkades ihåligt borrstål och stenredskap. Ihåligt borrstål är stångstål av en viss sammansättning och med hål i för tillverkning av borrar där man skall spola vatten genom borren. Till mitten av 1940-talet var bruket också ensamt i koncernen om att tillverka bessemerstål. Huvudkunden var firman George Senior & Sons i Sheffield som också gjorde stora investeringar i hyttanläggningen. 
När bessemertillverkningen upphörde lades masugnarna ned, men Forsbacka tillverkade stål i martinverket till 1967 med tackjärn från Fagersta. 1963 förlade Fagerstakoncernen sitt nya mediumvalsverk till Forsbacka. Många turkiska och framförallt finska arbetare flyttade vid denna tid till orten och omkring 10 procent av befolkningen var finsktalande. 1981 lades götverket ned och 1989 mediumvalsverket. Ett kulvalsverk och en vidareförädlingsenhet har därefter funnits inom Fundia, nuvarande Ovako, men 2015 meddelades att också vidareförädlingen ska upphöra. Kulvalsverket kommer att leva vidare som Forsbacka kulverk AB med Damasteel i Söderfors som ägare.